# Temporada 1974-75 de la ABA
La Temporada 1974-75 de la ABA fue la octava temporada de la American Basketball Association. Tomaron parte 10 equipos divididos en dos conferencias, disputando una fase regular de 84 partidos cada uno. Los campeones fueron los Kentucky Colonels que derrotaron en las Finales a los Indiana Pacers.

## Equipos participantes
Antes del comienzo de la temporada, los Carolina Cougars se trasladaron a Saint Louis, pasando a denominarse Spirits of St. Louis. Por otra parte, los Memphis Pros cambiaron su apodo por el de Sounds.
- Denver Rockets
- Indiana Pacers
- Kentucky Colonels
- Memphis Sounds
- New York Nets
- San Antonio Spurs
- San Diego Conquistadors
- Spirits of St. Louis
- Utah Stars
- Virginia Squires

## Clasificaciones finales
| Equipo               | G  | P  | %    | PV |
| -------------------- | -- | -- | ---- | -- |
| Kentucky Colonels    | 58 | 26 | 69,0 | -  |
| New York Nets        | 58 | 26 | 69,0 | -  |
| Spirits of St. Louis | 32 | 52 | 38,1 | 26 |
| Memphis Sounds       | 27 | 57 | 32,1 | 31 |
| Virginia Squires     | 15 | 69 | 17,9 | 43 |

| Equipo                  | G  | P  | %    | PV |
| ----------------------- | -- | -- | ---- | -- |
| Denver Nuggets          | 65 | 19 | 77,4 | -  |
| San Antonio Spurs       | 51 | 33 | 60,7 | 14 |
| Indiana Pacers          | 45 | 39 | 53,6 | 20 |
| Utah Stars              | 38 | 46 | 45,2 | 27 |
| San Diego Conquistadors | 31 | 53 | 36,9 | 34 |

## Estadísticas
| Categoría                    | Jugador         | Equipo                  | Prom. |
| ---------------------------- | --------------- | ----------------------- | ----- |
| Puntos por partido           | George McGinnis | Indiana Pacers          | 29,8  |
| Rebotes por partido          | Swen Nater      | San Antonio Spurs       | 16,4  |
| Asistencias por partido      | Mack Calvin     | Denver Nuggets          | 7,7   |
| Robos por partido            | Brian Taylor    | New York Nets           | 2,8   |
| Tapones por partido          | Caldwell Jones  | San Diego Conquistadors | 3,2   |
| Porcentaje de tiros de campo | Bobby Jones     | Denver Nuggets          | 60,4  |
| Porcentaje de tiros libres   | Mack Calvin     | Denver Nuggets          | 89,6  |
| Porcentaje de tiros de 3     | Billy Shepherd  | Memphis Sounds          | 42,0  |

## Premios de la ABA
- MVP de la temporada: Julius Erving, New York Nets y George McGinnis, Indiana Pacers
- Rookie del año: Marvin Barnes, Spirits of St. Louis
- Entrenador del año: Larry Brown, Denver Nuggets
- MVP de los Playoffs: Artis Gilmore, Kentucky Colonels
- Mejor quinteto de la temporada:
  - George McGinnis, Indiana Pacers
  - Julius Erving, New York Nets
  - Artis Gilmore, Kentucky Colonels
  - Ron Boone, Utah Stars
  - Mack Calvin, Denver Nuggets
- 2º mejor quinteto de temporada:
  - Marvin Barnes, Spirits of St. Louis
  - George Gervin, San Antonio Spurs
  - Swen Nater, San Antonio Spurs
  - James Silas, San Antonio Spurs
  - Brian Taylor, New York Nets
- Mejor quinteto defensivo:
  - Wil Jones, Kentucky Colonels
  - Bobby Jones, Denver Nuggets
  - Artis Gilmore, Kentucky Colonels
  - Don Buse, Indiana Pacers
  - Brian Taylor, New York Nets
- Mejor quinteto de rookies:
  - Bobby Jones, Denver Nuggets
  - Marvin Barnes, Spirits of St. Louis
  - Moses Malone, Utah Stars
  - Gus Gerard, Spirits of St. Louis
  - Billy Knight, Indiana Pacers